# Kuna (rodzaj ssaków)
Kuna (Martes) – rodzaj ssaków z podrodziny Guloninae w obrębie rodziny łasicowatych (Mustelidae), skupiający niewielkie zwierzęta lądowe, o wydłużonym ciele, ostrym pysku i sporych, trójkątnych uszach.

## Rozmieszczenie geograficzne
Rodzaj obejmuje gatunki występujące na wszystkich kontynentach półkuli północnej.

## Charakterystyka
Długość ciała 36–70 cm, ogona 11,5–50 cm; masa ciała 470–550 g (samce są większe i cięższe od samic). Kuny są nieco większe niż spokrewnione z nimi łasicowate z rodzaju Mustela. Ich kończyny są krótkie, półstopochodne. Ogon zazwyczaj długi, uwłosiony gęściej niż u Mustela, ubarwienie najczęściej ciemne, czasem z białą lub żółtawą (pomarańczową) plamą na stronie brzusznej, w okolicy piersiowej. Są zwierzętami drapieżnymi, wszystkożernymi. Zamieszkują lasy, zazwyczaj z dużym udziałem drzew iglastych. Sprawnie wspinają się po drzewach. Polują w nocy.

## Systematyka
Rodzaj zdefiniował w 1792 roku francuski lekarz i zoolog Philippe Pinel w artykule poświęconym badaniom żuchwy zwierząt czworonożnych opublikowanym na łamach Actes de la Société d’Histoire Naturelle de Paris. Gatunkiem typowym jest (oryginalne oznaczenie) kuna domowa (M. foina).

### Etymologia
- Martes: łac. martes ‘kuna’[15].
- Zibellina: wł. zibellino ‘soból’, od nowołac. sabellinus ‘soból’, od łac. sabellum ‘soból’[16]. Gatunek typowy (oryginalne oznaczenie): Mustela zibellina Linnaeus, 1758.
- Hydrocyon: gr. ὑδρο- hudro- ‘wodny-’, od ὑδωρ hudōr, ὑδατος hudatos ‘woda’; κυων kuōn, κυνος kunos ‘pies’[17]. Gatunek typowy (oznaczenie monotypowe): †Hydrocyon sansaniensis Lartet, 1851.
- Mustela: łac. mustela ‘łasica’, od zdrobnienia mus, muris ‘mysz’[18]. Gatunek typowy: Blasius wymienił dwa gatunki – Mustela foina Erxleben, 1777 (= Mustela foina von Schreber, 1776) i Mustela martes Linnaeus, 1758 – nie wyznaczając typu nomenklatorycznego.
- Charronia: gr. χαρων kharōn ‘lew’ (tj. podobny do lwa), prawdopodobnie od Charona (gr. Χαρων Kharōn, łac. Charon) – w mitologii greckiej boga umierających i konających, przewoźnika dusz przez rzekę Acheron[19]. Gatunek typowy (oznaczenie monotypowe): Maustela flavigula Boddaert, 1785.
- Foina: wł. fuina, foina lub foin ‘tchórz zwyczajny’[20]. Gatunek typowy (oznaczenie monotypowe): Mustela foina Erxleben, 1777 (= Mustela foina von Schreber, 1776.
- Lamprogale: gr. λαμπρος lampros ‘lśniący, jasny’[21]; γαλεη galeē lub γαλη galē ‘łasica’[22].
- Sansanictis: Sansan, Francja; gr. ικτις iktis, ικτιδις iktidis ‘łasica’[9]. Gatunek typowy (oznaczenie monotypowe): †Hydrocyon Sansaniensis Lartet, 1851.

### Podział systematyczny
Do rodzaju należą następujące występujące współcześnie gatunki: 
| Podrodzaj | Grafika | Gatunek          | Autor i rok opisu   | Nazwa zwyczajowa | Podgatunki         | Rozmieszczenie geograficzne | Podstawowe wymiary                         | Status IUCN |
| --------- | ------- | ---------------- | ------------------- | ---------------- | ------------------ | --- | ------------------------------------------ | ----------- |
| Charronia |         | Martes flavigula | (Boddaert, 1785)    | kuna żółtogardła | 6 podgatunków      | Himalaje (na wschód od Pakistanu) na wschód do Chińskiej Republiki Ludowej, na północ do Rosyjskiego Dalekiego Wschodu i Półwyspu Koreańskiego, Tajwan, kontynentalna południowo-wschodnia Azja, Sumatra, Jawa i Borneo; zakres wysokości: 200–3000 m n.p.m. | DC: 45–65 cm DO: 37–45 cm MC: 1,3–3 kg     | LC          |
| Charronia |         | Martes gwatkinsi | Horsfield, 1851     | kuna tamilska    | gatunek monotypowy | Ghaty Zachodnie, Indie; zakres wysokości: 120–2385 m n.p.m. | DC: 50–70 cm DO: 35 50cm MC: 1–3 kg        | VU          |
| Martes    |         | Martes foina     | (Erxleben, 1777)    | kuna domowa      | gatunek monotypowy | środkowa i południowa kontynentalna Europa, Kaukaz, Bliski Wschód, Azja Środkowa do Mongolii, Chińskiej Republiki Ludowej i północnej Mjanmy; introdukowany do Stanów Zjednoczonych (Wisconsin); zakres wysokości: do 4000 m n.p.m.                          | DC: 40–54 cm DO: 22–30 cm MC: 1,1–2,3 kg   | LC          |
| Martes    |         | Martes zibellina | (Linnaeus, 1758)    | soból tajgowy    | gatunek monotypowy | Rosja (na wschód od zachodniego podnóża Uralu), Mongolia, Chińska Republika Ludowa, Korea Północna i Japonia (Hokkaido); zakres wysokości: 20–2200 m n.p.m.                                                                                                  | DC: 35–56 cm DO: 11,5–19 cm MC: 700–1800 g | LC          |
| Martes    |         | Martes martes    | (Linnaeus, 1758)    | kuna leśna       | gatunek monotypowy | większość Europy do Rosji (zachodnia Syberia), główne wyspy Morza Śródziemnego, Bliski Wschód (Turcja, Kaukaz, Irak i Iran); zakres wysokości: 0–2300 m n.p.m.                                                                                               | DC: 45–58 cm DO: 16–28 cm MC: 0,8–1,8 kg   | LC          |
| Martes    |         | Martes melampus  | (J.A. Wagner, 1840) | kuna japońska    | 3 podgatunki       | Półwysep Koreański, Japonia (Honsiu, Kiusiu, Sikoku i Cuszima); wprowadzony na Sado i Hokkaido (Japonia); zakres wysokości: 0–2000 m n.p.m. | DC: 47–54 cm DO: 17–22 cm MC: 1–1,5 kg     | LC          |
| Martes    |         | Martes americana | (Turton, 1806)      | kuna amerykańska | gatunek monotypowy | większość Ameryki Północnej od Alaski przez większość zalesionej Kanady po północno-wschodnie Stany Zjednoczone | DC: 32–45 cm DO: 18–23 cm MC: 280–1250 g   | LC          |
| Martes    |         | Martes caurina   | (Merriam, 1890)     | kuna zachodnia   | gatunek monotypowy | południowa Alaska, zachodnia Kanada, zachodnie Stany Zjednoczone (na południe do Kalifornii i Kolorado), niektóre wyspy u wybrzeży Alaski i Kolumbii Brytyjskiej (w tym Vancouver)                                                                           | DC: 32–45 cm DO: 18–23 cm MC: 280–1250 g   | NE          |

Kategorie IUCN:  LC  – gatunek najmniejszej troski,  VU  – gatunek narażony;  NE  – gatunki niepoddane jeszcze ocenie.
Opisano również gatunki wymarłe:
- Martes crassidens Jiangzuo Qigao, Gimranov, Liu Jinyuan, Liu Sizhao, Jin Changzhu & Liu Jinyi, 2021[26] (Azja; pliocen)
- Martes foxi Hibbard & Riggs, 1949[27] (Ameryka Północna; pliocen)
- Martes ginsburgi Montoya, Morales & Abella, 2011[28] (Europa; miocen)
- Martes glareae Sinclair, 1915[29] (Ameryka Północna; pliocen)
- Martes khelifensis Ginsburg, 1977[30] (Afryka; miocen)
- Martes lydekkeri (Colbert, 1933)[31] (Azja; miocen)
- Martes oregonensis Shotwell, 1970[32] (Ameryka Północna; pliocen)
- Martes petersbuchensis Morlo, 1996[33] (Europa; miocen)
- Martes stirtoni R.L. Wilson, 1968[34] (Ameryka Północna; pliocen)
- Martes ten Shikama, 1949[35] (Azja; plejstocen)
- Martes vetus Kretzoi, 1947[36] (Europa; plejstocen)
- Martes wenzensis Stach, 1959[37] (Europa; pliocen)

Takson o niepewnej pozycji systematycznej:
- „Martes” sansaniensis (Lartet, 1851)